# Paragnetina ochrocephala
Paragnetina ochrocephala is een steenvlieg uit de familie borstelsteenvliegen (Perlidae). De wetenschappelijke naam van de soort is voor het eerst geldig gepubliceerd in 1921 door Klapálek.